# Roman/Sekundärliteratur
Separate Bibliographie zum Artikel Roman.

## Allgemeine Handbücher, Einstiege
- Christoph Bode: Der Roman. Eine Einführung, A. Francke Verlag (UTB), Tübingen und Basel 2005. ISBN 3-8252-2580-1
- Rolf Vollmann: Die wunderbaren Falschmünzer. Ein Roman-Verführer 1800 bis 1930, btb verlag 1999, ISBN 3-442-72297-7

## Definition

### Theorie des Romans
- Georg Lukács: Die Theorie des Romans. Ein geschichtsphilosophischer Versuch über die Formen der großen Epik. Verfasst 1914–1916. Cassirer, Berlin 1920.
- Michail Michailowitsch Bachtin, Слово в романе. (Das Wort im Roman.) 1934/1935.
- Michail Michailowitsch Bachtin, Эпос и роман. О методологии исследования романа (Epos und Roman. Zur Methodologie der Romanforschung.) 1941.
- Sonderheft Probleme des Romans. Sinn und Form 1966
- Karl Migner: Theorie des modernen Romans. Eine Einführung (= Kröners Taschenausgabe. Band 395). Kröner, Stuttgart 1970, DNB 457599464.
- Romantheorie. Dokumentation ihrer Geschichte in Deutschland 1620–1880. Hrsg. von Eberhard Lämmert, Hartmut Eggert, Karl-Heinz Hartmann, Gerhard Hinzmann, Dietrich Scheunemann, Fritz Wahrenburg. Kiepenheuer & Witsch, Köln, Berlin 1971 (=Neue Wissenschaftliche Bibliothek. Literaturwissenschaft. Band 41). ISBN 3-462-00789-0.
- Michael McKeon: Theory of the Novel. A Historical Approach. Johns Hopkins University Press, Baltimore 2000.

## Geschichte

### Der Roman der Antike
- Erwin Rohde, Der Griechische Roman und seine Vorläufer (1876).
- Niklas Holzberg, Der antike Roman. Eine Einführung. Düsseldorf, Zürich 2001. ISBN 3-538-07115-2

### Die Gattungsbegründung im europäischen Mittelalter
- Michelangelo Picone / Bernhard Zimmermann, Der Antike Roman und seine mittelalterliche Rezeption. Basel [u. a.]: Birkhäuser,  1997.
- Lewis Spence, Dictionary of Medieval Romance and Romance Writers. Kessinger Publishing, 1997. ISBN 0766100871, ISBN 9780766100879

### Der Roman auf dem frühen Buchmarkt: 1470–1700

#### „Volksbücher“ 1450–1850
- Margaret Spufford, Small Books and Pleasant Histories: Popular Fiction and its Readership in Seventeenth Century England (Athens, Ga., 1982)

#### Heroische Romane, 1600–1750
- Volker Meid, Der deutsche Barockroman (Stuttgart: Metzler, 1974).
- Herbert Singer, Der galante Roman (Stuttgart: Metzler, 1961).
- Stephan Kraft, Geschlossenheit und Offenheit der Römischen Octavia von Herzog Anton Ulrich (Würzburg, 2004).
- Olaf Simons, "Zum Corpus 'galanter' Romane zwischen Bohse und Schnabel, Talander und Gisander" – in: Günter Dammann (Hrsg.), Das Werk Johann Gottfried Schnabels und die Romane und Diskurse des frühen 18. Jahrhunderts (Tübingen: Niemeyer, 2004).
- Florian Gelzer, Konversation, Galanterie und Abenteuer. Romaneskes Erzählen zwischen Thomasius und Wieland (Tübingen: Niemeyer, 2007).

#### Satirische Romane und Romansatiren, 1500–1780
Komischer Roman, satirischer Roman, pikaresker Roman
- Günter Berger, Der komisch-satirische Roman und seine Leser. Poetik, Funktion und Rezeption einer niederen Gattung im Frankreich des 17. Jahrhunderts (Heidelberg: Carl Winter Universitätsverlag, 1984).
- Ellen Turner Gutiérrez The reception of the picaresque in the French, English, and German traditions (P. Lang, 1995).
- Frank Palmeri, Satire, History, Novel: Narrative Forms, 1665-1815 (University of Delaware Press, 2003).

#### „Petites Histoires“: Die Novelle und Roman, 1600–1740
- René Godenne, "L'association 'nouvelle – petit roman' entre 1650 et 1750", CAIEF, n°18, 1966, S. 67–78.
- Roger Guichemerre, "La crise du roman et l'épanouissement de la nouvelle (1660-1690)", Cahiers de l'U.E.R. Froissart, n°3, 1978, S. 101–106.
- Ellen J. Hunter-Chapco, Theory and practice of the “petit roman” in France (1656-1683): Segrais, Du Plaisir, Madame de Lafayette (University of Regina, 1978), die zwei Bände von La Nouvelle de langue française aux frontières des autres genres, du Moyen-Âge à nos jours, vol. 1 (Ottignies: 1997), vol. 2 (Louvain, 2001).
- Olaf Simons, Marteaus Europa oder Der Roman, bevor er Literatur wurde (Amsterdam, 2001), S. 466–482, S. 599–606.
- Camille Esmein's Poétiques du roman. Scudéry, Huet, Du Plaisir et autres textes théoriques et critiques du XVIIe siècle sur le genre romanesque (Paris, 2004).

#### Skandalöse Ausgriffe in die Historie, 1600–1750
- Wilhelm Füger, Die Entstehung des historischen Romans aus der fiktiven Biographie in Frankreich und England, unter besonderer Berücksichtigung von Courtilz de Sandras und Daniel Defoe (München, 1963).
- Jean Lombard, Courtilz de Sandras et la crise du roman à la fin du Grand Siècle (Paris: PUF, 1980).
- Olaf Simons: Marteaus Europa oder Der Roman, bevor er Literatur wurde (Amsterdam/Atlanta: Rodopi, 2001). ISBN 90-420-1226-9.
- Chantal Carasco, Saint-Réal, romancier de l'histoire: une cohérence esthéthique et morale [Diss.] (Nantes, 2005).

#### Frauen als Autorinnen
- Josephine Donovan, Women and the Rise of the Novel, 1405-1726 überarbeitete Ausgabe (Palgrave Macmillan, 2000).

### Das 18. Jahrhundert

#### Allgemeine Studien
- Ian Watt, The Rise of the Novel: Studies in Defoe, Richardson and Fielding (London, 1957).
- John J. Richetti, Popular Fiction before Richardson. Narrative Patterns 1700-1739 (1969)
- Lennard J. Davis, Factual Fictions: The Origins of the English Novel (New York: Columbia University Press, 1983).
- Michael McKeon, The Origins of the English Novel 1600-1740 (Baltimore, 1987).
- J. Paul Hunter, Before Novels: The Cultural Contexts of Eighteenth-Century English Fiction (New York: Norton, 1990)
- Margaret Anne Doody, The True Story of the Novel (New Brunswick, N.J.: Rutgers University Press, 1996). ISBN 0-00-686379-5
- McKeon, Michael, Theory of the Novel: A Historical Approach (Baltimore: Johns Hopkins University Press, 2000).
- Olaf Simons: Marteaus Europa oder Der Roman, bevor er Literatur wurde (Amsterdam/Atlanta: Rodopi, 2001). ISBN 90-420-1226-9.
- Reconsidering The Rise of the Novel, Eighteenth Century Fiction (January-April 2000).
- Mentz, Steve, Romance for sale in early modern England: the rise of prose fiction (Aldershot [etc.], 2006).

#### Frauen als Autorinnen
- Josephine Donovan, Women and the Rise of the Novel, 1405-1726 überarbeitete Ausgabe (Palgrave Macmillan, 2000).

#### Empfindsamkeit
- Vera Lee, Love and strategy in the eighteenth-century French novel (Schenkman Books, 1986).
- Anton Kirchhofer,  Strategie und Wahrheit: Zum Einsatz von Wissen über Leidenschaften und Geschlecht im Roman der englischen Empfindsamkeit (München: Fink, 1995).

#### Aufklärung und philosophische Romane
- Jonathan Irvine Israel, ""The Spinozistic Novel in French", Radical Enlightenment: Philosophy and the Making of Modernity 1650-1750 (Oxford: UP, 2002), S. 591–599.
- Roger Pearson, The fables of reason: a study of Voltaire's "Contes philosophiques" (Oxford: UP, 1993).
- Dena Goodman, Criticism in action: Enlightenment experiments in political writing (Cornell: UP, 1989).
- Robert Francis O’Reilly, The Artistry of Montesquieu's Narrative Tales (University of Wisconsin., 1967).
- René Pomeau, Jean Ehrard, De Fénelon à Voltaire (Flammarion, 1998).

#### Genres

##### Pornographie
- Robert Darnton, The Forbidden Best-Sellers of Pre-Revolutionary France (New York: Norton, 1995).
- Lynn Hunt, The Invention of Pornography: Obscenity and the Origins of Modernity, 1500-1800 (New York: Zone, 1996).
- Inger Leemans, Het woord is aan de onderkant: radicale ideeën in Nederlandse pornografische romans 1670 - 1700 (Nijmegen: Vantilt, 2002)
- Lisa Z. Sigel, Governing Pleasures: Pornography and Social Change in England, 1815-1914 (January: Scholarly Book Services Inc, 2002).

### Das 19. Jahrhundert

#### Leserforschung
- Richard Altick / Jonathan Rose, The English Common Reader: A Social History of the Mass Reading Public, 1800-1900, 2nd ed. (Ohio State University Press, 1998).
- William St. Clair, The Reading Nation in the Romantic Period (Cambridge: CUP, 2004).
- Alan Richardson, Literature, education, and romanticism: reading as social practice, 1780-1832 (Cambridge University Press, 1994).

#### Institutionalisierung als Bildungsgegenstand
- John Guillory, Cultural Capital: The Problem of Literary Canon Formation (University of Chicago Press, 1993).
- Mihály Szegedy-Maszák, Literary Canons: National and International (Akadémiai Kiadó, 2001).
- Ian Hunter, Culture and Government. The Emergence of Literary Education (Basingstoke, 1988).